# Schizopetalon rupestre
Schizopetalon rupestre là một loài thực vật có hoa trong họ Cải. Loài này được (Barnéoud) Reiche miêu tả khoa học đầu tiên năm 1895.